# Деса (Сорія)
Деса (ісп. Deza) — муніципалітет в Іспанії, у складі автономної спільноти Кастилія-і-Леон, у провінції Сорія. Населення — 277 осіб (2010).
Муніципалітет розташований на відстані близько 180 км на північний схід від Мадрида, 49 км на південний схід від Сорії.
На території муніципалітету розташовані такі населені пункти: (дані про населення за 2010 рік)
- Ла-Аламеда: 12 осіб
- Деса: 259 осіб
- Міньяна: 6 осіб

## Демографія
Динаміка населення (INE ):

## Галерея зображень

Розташування муніципалітету Деса